# چرا می‌خوابیم
چرا می‌خوابیم: رمزگشایی از نیروی خواب و رؤیا (به انگلیسی: Why We Sleep: The New Science of Sleep and Dreams)، یک کتاب علمی مشهور دربارۀ خواب است که توسط متخصص مغز و اعصاب و پژوهشگر برجستۀ حوزۀ خواب، متیو واکر تألیف شده است.  واکر استاد علوم اعصاب و روانشناسی و همچنین مدیر مرکز علوم خواب انسان در دانشگاه کالیفرنیا، برکلی است.        
واکر چهار سال تمام را صرف نگارش این کتاب کرد  او می‌گوید که کمبود خواب با بیماری‌های مهلک زیادی از جمله زوال عقل ارتباط دارد.  این کتاب به‌عنوان یکی از کتاب‌های پرفروش بین‌المللی و پرفروش ترین کتاب نیویورک تایمز شناخته شده است. 

## در ایران
کامل‌ترین ترجمهٔ فارسی کتاب چرا می‌خوابیم در ایران با عنوان «چرا می‌خوابیم: رمزگشایی از نیروی خواب و رؤیا» با قطع رقعی در 564 صفحه، با ترجمهٔ میثم همدمی و از سوی نشر دانژه منتشر شده است.